# 小花十萬錯
小花十萬錯（学名：Asystasia gangetica ssp. micrantha）是爵床科十万错属多年生草本植物，高約0.5米。莖4棱、向上伸延。葉對生，葉柄長1至4厘米，葉片呈卵形至橢圓形，長5至11厘米，寬2至5厘米，全緣或具微小圓齒。在長3至4厘米的總狀花序上，排列出花蕾綻放至果實形成的不同步驟：基部的花早開及先結果，頂部的花最為晚開，花果並存的狀態最常見於12月至翌年2月。花冠呈一側膨脹的管狀，長1.2至1.5厘米，白色，5裂，最下瓣中央有一片紫斑。蒴果長圓形，長1.8至2厘米。種子2至4顆，邊緣無毛。

## 分佈
原產非洲，花期為九月至翌年二月。于中南半岛、马来半岛、泰国、印度、广东、云南等地逸為野生，生长于海拔1,000米以下地区。

## 用途
它的原產地熱帶非洲的肯尼亞和烏干達缺乏葉菜類時，充作蔬菜食用。傳至東南亞地區後，充作牧草。在非洲作婦女分娩期間減緩陣痛的草藥，某些國家用來治療風濕和氣喘，台灣充作蔬菜食用，也用它的莖、葉來做跌打藥，治骨折、外傷出血和散瘀消腫。